# Římskokatolická farnost u kostela sv. Jiří, Ořechov
Římskokatolická farnost u kostela sv. Jiří, Ořechov je územní společenství římských katolíků s farním kostelem svatého Jiří v děkanství rosickém. Do farnosti spadají obce Prštice, Radostice, Silůvky a vesnici Tikovice.

## Historie farnosti
První písemná zmínka o kostele v tehdejších Tikovicích pochází z roku 1325. Současnou podobu dostal chrám v letech 1720–1725, kdy byl barokně přestavěn Mořicem Grimmem.

## Duchovní správci
Samostatná farnost zde byla již ve středověku, zanikla v polovině 16. století. Duchovní správu zde potom vedli nekatoličtí pastoři z Dolních Kounic. Když byl v 17. století v Ořechově opět ustanoven katolický farář, působil i ve zdejším kostele. Samostatná farnost byla obnovena roku 1704. Matriky se zde vedou od roku 1689.
V letech 1950–1981 byl farářem Břetislav Lautrbach. Od roku 1981 do 31. července 2013 zde působil jako farář Bohuslav Bláha. Od 1. srpna 2013 spravoval farnost jako administrátor excurrendo P. Mgr. Mariusz Józef Sierpniak, MIC z Moravan. Toho od začátku července 2017 vystřídal jako farář R. D. ThDr. Krzysztof Drzazga, kněz arcidiecéze Lublin. V roce 2021 se stal zdejším farářem Jan Kotík.

## Bohoslužby
| Kostel                   | Místo     | Bohoslužba (den) | Hodina     | Poznámka        |
| ------------------------ | --------- | ---------------- | ---------- | --------------- |
| sv. Jiří                 | Ořechov   | neděle středa    | 8.00 17.30 | farní kostel    |
| svatého Jana Nepomuckého | Prštice   | sobota           | 16.30      | kaple           |
| sv. Šimona a Judy        | Radostice | sobota           | 15.30      | filiální kostel |

## Aktivity ve farnosti
Dnem vzájemných modliteb farností za bohoslovce a bohoslovců za farnosti brněnské diecéze je 10. červen. Adorační den připadá na 26. listopadu.
Ve farnosti se pravidelně pořádá tříkrálová sbírka. V roce 2015 její výtěžek činil v Ořechově 87 721 korun.
Pro obě ořechovské farnosti a farnost Moravany vychází od roku 2005 časopis Peregrínek.